# Era mezofityczna
Era mezofityczna – era w dziejach rozwoju roślinności na Ziemi obejmująca interwał od środkowej części permu po koniec wczesnej kredy. 
Cechuje się dominacją na lądach roślin nagonasiennych zarówno iglastych, jak i liściastych takich jak  paprocie nasienne, miłorzębowe, sagowce i benetyty. Stopniowo zmniejsza się udział roślin zarodnikowych (skrzypy, widłaki i paprocie), zwłaszcza ich form drzewiastych. 
Era mezofityczna znajduje się pomiędzy erą paleofityczną a erą kenofityczną. 